# 瓜伊巴
瓜伊巴是巴西南大河州的一个市镇。总面积376.973平方公里，总人口93217人，人口密度247.3人/平方公里。